# 愛知県立安城南高等学校

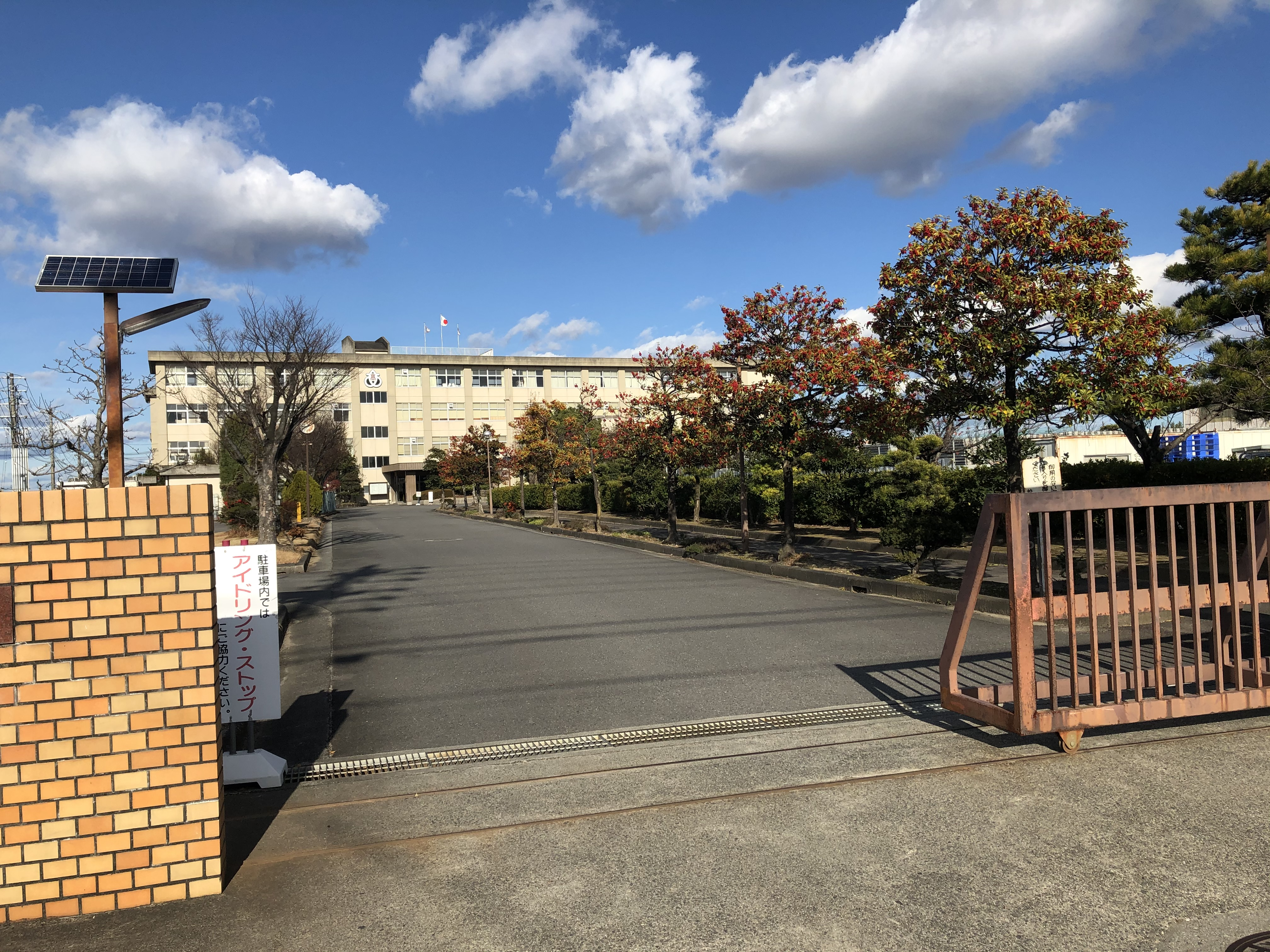
校門

愛知県立安城南高等学校（あいちけんりつあんじょうみなみこうとうがっこう）は、 愛知県安城市桜井町にある公立高等学校。

## 設置学科
- 普通科
  - 情報活用コース

## 校訓
凜：「浩然之気」ヲ養フ
- 凜（りりしさ）という「形」は、「浩然之気」（道徳的勇気）という「心」によってあらわれる。
- 人間の内面に道徳的勇気が宿ることによって、外面にキリッとした言葉や態度が身につく。

## 教育課程・学習指導
一人ひとりの能力を最大限に伸ばす、きめ細かい学習指導を実施。
一人ひとりの進路・適性に対応した教育課程を展開。
総合的な学習の時間で、企業や大学などの訪問や調査研究に取り組むなど、将来の進路について考える。
かつて校内が荒れていた時期があったが指導を強化した結果、現在ではかなり改善され、評判もよくなっている。

## 学校行事
- 4月：入学式・新入生歓迎会・球技大会
- 5月：修学旅行（2年生）
- 6月：英語暗唱大会（1年生）
- 7月：夏季学習会（1 - 3年生）
- 8月：中学生体験入学・夏季学習会（3年生）
- 9月：文化発表会・体育大会
- 10月：地域美化ボランティア・強歩大会
- 11月：公開授業
- 12月：冬季学習会（3年生）
- 1月
- 2月：3年生を送る会
- 3月：卒業式

## 沿革
- 1983年（昭和58年） - 愛知県立安城南高等学校開校 第1回生 1学級376名入学。
- 1992年（平成4年） - 創立10周年記念式典。
- 1999年（平成11年） - 文部科学省の研究指定校として全国に先駆けた。
- 2002年（平成14年）
  - 「総合的な学習の時間」を実施。
  - 創立20周年記念式典。
- 2006年（平成18年） - 情報活用コース1学級設置。
- 2008年（平成20年） - 空調設備設置。

## 最寄り駅
- 名古屋鉄道 西尾線 桜井駅下車、徒歩で約15分。